# 葉卡捷琳娜·伊萬諾芙娜
葉卡捷琳娜·伊萬諾芙娜（俄語：Екатерина Иоанновна，1691年10月20日—1733年6月14日），梅克倫堡-施威林公爵夫人，沙皇伊凡五世的第三女。

## 家庭
1716年，葉卡捷琳娜與梅克倫堡-施威林公爵卡爾·利奧波德結婚，婚姻不谐，1722年携女伊丽莎白回到俄罗斯，虽没有离婚，但再也没与丈夫重聚。
1730年其堂侄彼得二世死后，葉卡捷琳娜被枢密院认为帝位候选人，但由于担心她的丈夫会在俄罗斯获得影响力，加上她自己独立任性的性格，导致她被认为更温顺的寡居的妹妹库尔兰公爵夫人安娜被选中。安娜登基后，以葉卡捷琳娜为储君。
1733年，葉卡捷琳娜出席女兒伊丽莎白改宗东正教改名安娜·利奧波多芙娜的仪式，该仪式使得安娜有资格成为皇位继承人。安娜是沙皇伊凡六世的母親。同年，葉卡捷琳娜去世。